# مسجد الحاج صمد خان
مسجد الحاج صمد خان مسجد تاريخي من عهد سلالة القاجاريين، يقع في رشت، بشارع السعدي.